# Thomas Hengelbrock
Thomas Hengelbrock   (Wilhelmshaven, 9 de juny de 1958) és un violinista, musicòleg, director d'escena i director d'orquestra alemany.
Nascut a Wilhelmshaven, Hengelbrock va estudiar el violí amb Rainer Kussmaul. Va començar la seva carrera a Würzburg i Freiburg de Brisgòvia. Va treballar com a ajudant de Witold Lutosławski, Mauricio Kagel i Antal Doráti i va tocar amb conjunts com el "Concentus Musicus Wien". El 1985, va co-fundar el "Freiburger Barockorchester", on va treballar com a violinista i líder del conjunt.
El 1991, Hengelbrock va fundar el "Balthasar Neumann Chor" a Friburg. Posteriorment, el 1995, va establir el "Balthasar Neumann Ensemble" com una orquestra paral·lela amb el seu cor homònim, per interpretar obres des del barroc fins a la música contemporània en representacions històricament informades. Continua treballant regularment ambdós conjunts de Balthasar Neumann. Del 1995 al 1999, va ser el primer director artístic de la "Deutsche Kammerphilharmonie" de Bremen. Va ser director musical de la "Volksoper Wien" del 2000 al 2003. El 2001 va fundar el "Feldkirch Festival" a Feldkirch, Vorarlberg, i va exercir de director artístic fins al 2006.
El 2011, Hengelbrock es va convertir en director titular de l'Orquestra Simfònica NDR el 2011. Durant el seu mandat, l'orquestra va establir una nova residència a la nova sala de concerts "Elbphilharmonie" d'Hamburg i va canviar el seu nom per "NDR Elbphilharmonie Orchestra". El juny de 2017, l'orquestra va anunciar que Hengelbrock conclourà el seu mandat amb el conjunt al final de la temporada 2018-2019. El desembre de 2017, Hengelbrock va expressar el seu malestar pel moment de l'anunci del seu successor designat, Alan Gilbert, dins del mateix mes de l'anunci original de la conclusió prevista del seu mandat. Hengelbrock va anunciar així la seva intenció de retirar-se com a director principal de l'Orquestra "NDR Elbphilharmonie" al final de la temporada 2017-2018, una temporada abans del previst inicialment.

## Enregistraments seleccionats
- Festa teatrale: carnaval a Venècia i Florència - Pietro Antonio Giramo, Giovanni Legrenzi, Claudio Monteverdi, Francesco Lambardi, Diego Ortiz, Orazio Vecchi, Salamone Rossi, Tarquinio Merula, Giovanni Giacomo Gastoldi - Balthasar-Neumann-Chor, Balthasar-Neumann-Ensemble, Deutsche Harmonia Mundi 2000.
- Música per a San Marco a Venècia: Claudio Monteverdi, Giovanni Gabrieli, Francesco Cavalli, Giovanni Croce, Alessandro Grandi, Biagio Marini, Claudio Merulo - Balthasar-Neumann-Ensemble, Balthasar-Neumann-Choir
- Aus der Notenbibliothek von Johann Sebastian Bach Vol. 1 (De la biblioteca musical de Johann Sebastian Bach) - Tomaso Albinoni, Francesco Conti, Pietro Locatelli, George Frideric Handel, Johann Sebastian Bach - Sibylla Rubens, Balthasar-Neumann-Ensemble, Hänssler Classic, 2002
- De la biblioteca musical de Johann Sebastian Bach Vol. 2: Pachelbel, JS Bach, CD JC Kerll 2005
- Mozart: Il re pastore - Annette Dasch, Marlis Petersen, Krešimir Špicer, Arpiné Rahdjian, Andreas Karasiak, Balthasar-Neumann-Ensemble, Deutsche Grammophon, DVD 2006.